# Бетале (Виченца)
Бетале је насеље у Италији у округу Виченца, региону Венето.
Према процени из 2011. у насељу је живело 15 становника. Насеље се налази на надморској висини од 682 м.